# Ramna

Ramna är en nu försvunnen by i Harbo socken i Heby kommun.
Ramna förekommer i dokument första gången i markgäldsförteckningen 1312 (in ramnu), då två skattskyldiga upptas i byn. Namnet kommer förmodligen från det fornsvenska namnet för korp, rampn. Från 1500-talet räknas Ramna som ett mantal skatte, under större delen av historisk tid utgjorde den endast en gård. Från slutet av 1600-talet tillhörde Ramna kapten Erik Sperling som donation, och kom under slutet av 1700-talet att hamna under Viby säteri. På 1860-talet beboddes Ramna av Harbos första kommunalordförande, kapten Olof Forssel. Senare kom Ramna att arrenderas ut. I början av 1900-talet började byggnaderna att förfalla och 1940 revs gårdsbyggnaderna, och åkermarken planterades igen med skog.
Under Ramna har lytt två torp, Hällvreten, första gången dokumenterat 1668 och Rörbo, första gången dokumenterat 1825. I modern tid har endast Hällvreten haft bofast befolkning, 1940 bodde 3 personer i Hällvreten, 1981 bodde två personer på torpet.
Idag finns en modern fritidsfastighet, Ramnaborg uppförd på Ramna gårds gamla grund.